# Чемпионат Республики Корея по кёрлингу среди мужчин
Чемпионат Республики Корея по кёрлингу среди мужчин (кор. 한국컬링선수권대회, англ. Korean Men's Curling Championship) — ежегодное соревнование мужских команд Республики Корея по кёрлингу. Проводится с сезона 2000—2001. Организатором является Ассоциация кёрлинга Республики Кореи (кор. 한국의 컬링 협회 공화국, англ. Curling Association Republic of Korea).
Проводится обычно одновременно и в одном городе с чемпионатом Республики Корея по кёрлингу среди женщин.
Победитель чемпионата получает право до следующего чемпионата представлять Республику Корея на международной арене как мужская сборная Республики Корея.

## Годы, места проведения и команды-призёры
Составы команд указаны в порядке: четвёртый, третий, второй, первый, запасной; cкипы выделены полужирным шрифтом.
| Год, город    | Золото                                                                                                   | Серебро | Бронза |
|               | | | |
| 2011 Ыйджонбу | Gyeongbuk Athletic Association Ким Чхан Мин, Ким Мин Чхан, Сон Се Хён, Seo Young-seon, запасной: О Ын Су | Gyeonggi-do Curling Federation Чхве Мин Сок, Shin Dong-ho, Lee Seung-jun, Jeong Jae-suk, запасной: Ahn Jae-sung | Gangwon Provincial Office Ким Су Хёк, Ким Тхэ Хван, Нам Юн Хо, Ли Йе Джун                                              |
| 2011 Ыйджонбу | Gyeongbuk Athletic Association Ким Чхан Мин, Ким Мин Чхан, Сон Се Хён, Seo Young-seon, запасной: О Ын Су | Gyeonggi-do Curling Federation Чхве Мин Сок, Shin Dong-ho, Lee Seung-jun, Jeong Jae-suk, запасной: Ahn Jae-sung | Chungbuk Curling Competition Federation Im Sung-min, Moon Sung-kwan, Park Man, Lee Seung-hang, запасной: Kim Kwang-sik |
| 2012 Ыйджонбу | Gyeongbuk Athletic Association Ким Чхан Мин, Ким Мин Чхан, Сон Се Хён, Seo Young-seon, О Ын Су           | Gyeonggi-do Curling Federation Чхве Мин Сок, Shin Dong-ho, Lee Seung-jun, Jeong Jae-suk, запасной: Ahn Jae-sung | Soongsil University Ким Джон Мин, Kim San, Jang Jin-young, Со Мин Гук, Kim Woo-ram                                     |
| 2013 Чхунчхон | Gangwon Provincial Office Ким Су Хёк, Ким Тхэ Хван, Пак Чон Док, Нам Юн Хо, запасной: Ли Йе Джун         | Gyeongbuk Athletic Association Ким Чхан Мин, Ким Мин Чхан, Сон Се Хён, Seo Young-seon, запасной: О Ын Су        | Chuncheon Machinery Technical High School Ли Ги Джон, Ли Ги Бок, Ким Хак Кюн, Lee Dong-hyung, запасной: Чон Бён Джин   |
| 2014 Чонджу   | Gangwon Provincial Office Ким Су Хёк, Пак Чон Док, Ким Тхэ Хван, Нам Юн Хо, запасной: Ю Мин Хён          | Gyeongbuk Athletic Association Сон Се Хён, О Ын Су, Kim Chi-gu, Seo Young-seon, запасной: Ким Мин Чхан          | Seoul Physical Education High School Ким Мин У, Хван Хён Джун, Ли Джон Джэ, Jo Jang-won, запасной: Cheon Do-kyung      |
| 2015 Ичхон    | Gangwon Provincial Office Ким Су Хёк, Пак Чон Док, Ким Тхэ Хван, Ю Мин Хён, запасной: Нам Юн Хо          | Gyeonggi-do Curling Federation Lee Seung-jun, Shin Dong-ho, Квон Ён Иль, Ahn Jae-sung, запасной: Jeong Jae-seok | Gyeongbuk Athletic Association Сон Се Хён, О Ын Су, Kim Chi-gu, Seo Young-seon, запасной: Ким Мин Чхан                 |
| 2016 Ыйсон    | Gangwon Provincial Office Ким Су Хёк, Ким Тхэ Хван, Пак Чон Док, Нам Юн Хо, запасной: Ю Мин Хён          | Gyeongbuk Athletic Association Ким Чхан Мин, Сон Се Хён, О Ын Су, Kim Chi-gu                                    | Bongmyeong High School Hong Joon-young, Lee Gun, Ли Джэ Хо, Jeon Byeong-hwa, запасной: Shin Jae-hwan                   |
| 2017 Ичхон    | Gyeongbuk Athletic Association Ким Чхан Мин, Сон Се Хён, О Ын Су, Ли Ги Бок, запасной: Ким Мин Чхан      | Gangwon Provincial Office Ким Су Хёк, Ким Тхэ Хван, Пак Чон Док, Нам Юн Хо, запасной: Ю Мин Хён                 | Uiseong Sports Club Kim Ho-gun, Jeon Jae-ik, Choi Jeong-wook, Woo Kyung-ho                                             |
| 2018 Чинчхон  | Seoul City Hall Ким Су Хёк, Ли Джон Джэ, Хван Хён Джун, Чон Бён Джин, запасной: Lee Dong-hyung           | Gangwon Provincial Office Пак Чон Док, Нам Юн Хо, Ю Мин Хён, Ким Джон Мин                                       | Gyeonggi-do Curling Federation Kim Seung-min, Chung Young-suk, О Сын Хун, Jeong Min-suk                                |
| 2019 Каннын   | Gyeongbuk Athletic Association Ким Чхан Мин, Ли Ги Джон, Ким Хак Кюн, Ли Ги Бок                          | Seoul City Hall Ким Су Хёк, Ли Джон Джэ, Чон Бён Джин, Хван Хён Джун, запасной: Lee Dong-hyung                  | Gyeonggi-do Curling Federation Чон Ён Сок, Kim Seung-min, О Сын Хун, Jeong Min-seok, запасной: Пак Се Вон              |
| 2020 Каннын   | Gyeonggi-do Curling Federation Чон Ён Сок, Kim San, Пак Се Вон, Ли Джун Хён, запасной: Kim Seung-min     | Gyeongbuk Athletic Association Ким Чхан Мин, Ли Ги Джон, Ли Ги Бок, Ким Хак Кюн                                 | Seoul City Hall Ким Су Хёк, Ли Джон Джэ, Чон Бён Джин, Ким Тхэ Хван                                                    |
| 2021 Каннын   | Gyeongbuk Athletic Association Ким Су Хёк, Ким Чхан Мин, Чон Джэ Ик, Ким Хак Кюн                         | Gangwon Provincial Office Ли Ги Джон, Пак Чон Док, О Сын Хун, Ли Ги Бок, запасной: Сон Ю Джин                   | Gyeonggi-do Curling Federation Чон Ён Сок, Ким Джон Мин, Пак Се Вон, Ли Джун Хён, запасной: Со Мин Гук                 |
| 2022 Чинчхон  | Seoul City Hall Чон Бён Джин, Ли Джон Джэ, Ким Мин У, Ким Тхэ Хван                                       | Gyeongbuk Athletic Association Ким Су Хёк, Ким Чхан Мин, Сон Се Хён, Ким Хак Кюн, запасной: Чон Джэ Ик          | Gangwon Provincial Office Чон Ён Сок, Пак Чон Док, О Сын Хун, Сон Джи Хун                                              |
| 2023 Каннын   | Gangwon Province Пак Чон Док, Чон Ён Сок, О Сын Хун, Сон Джи Хун                                         | Seoul City Hall Чон Бён Джин, Ли Джон Джэ, Ким Мин У, Ким Тхэ Хван                                              | Gyeongbuk Sports Council Ким Су Хёк, Ким Чхан Мин, Ким Хак Кюн, Чон Джэ Ик                                             |
| 2024 Ыйджонбу | Uiseong-gun Office Lee Jae-beom, Ким Хё Джун, Пхё Джон Мин, Ким Ын Бин, запасной: Ким Джин Хун           | Gangwon Province Пак Чон Док, Чон Ён Сок, О Сын Хун, Ли Ги Бок, запасной: Сон Джи Хун                           | Gyeongbuk Sports Council Ким Су Хёк, Ким Чхан Мин, Ю Мин Хён, Ким Хак Кюн, запасной: Чон Джэ Ик                        |
| 2025 Ыйджонбу | Gyeongbuk Sports Council Ким Су Хёк, Ким Чхан Мин, Ю Мин Хён, Ким Хак Кюн, запасной: Чон Джэ Ик          | Seoul City Hall Lee Jae-beom, Ли Ги Джон, Ким Мин У, Ким Джон Мин                                               | Uiseong-gun Office Ким Хё Джун, Ким Ын Бин, Пхё Джон Мин, Ким Джин Хун                                                 |